# Elezione
L'elezione è un metodo di scelta del titolare o dei titolari di un ufficio da parte dei membri di un collegio, corpo elettorale o altra collettività, che sono chiamati a esprimere le loro preferenze attraverso il voto per una o più persone o per un insieme di persone (una lista), voti che vengono poi trasformati in una scelta collettiva sulla base di regole prestabilite.
Nel caso il collegio sia chiamato a scegliere i suoi stessi membri, si parla invece di cooptazione.

## Descrizione
Le persone che hanno diritto a esprimere il proprio voto sono dette elettori; quelle che esercitano effettivamente tale diritto partecipando all'elezione, votanti. Le persone che possono essere votate sono dette candidati. In alcuni tipi di elezione possono essere votati tutti gli elettori o persino soggetti esterni; in altri tipi, invece, possono essere votati solo coloro che manifestano prima dell'elezione, secondo regole prestabilite, la propria candidatura, cioè la volontà di essere candidati. Secondo i casi, i candidati possono presentare la loro candidatura singolarmente o riuniti in liste. Il diritto di esprimere il voto è detto elettorato attivo; il diritto di candidarsi per essere eletto, elettorato passivo.
Nelle elezioni dei titolari di uffici collegiali, i singoli posti di membro del collegio da eleggere sono detti seggi. In queste elezioni gli elettori possono essere divisi in collegi elettorali, ciascuno dei quali elegge uno o più membri dell'ufficio collegiale: nel primo caso il collegio elettorale è detto uninominale, nel secondo plurinominale. Se il collegio elettorale è delimitato su base territoriale è anche detto circoscrizione elettorale (o distretto elettorale).
Un'elezione può svolgersi con voto segreto, cioè in modo tale che non si conosca il voto espresso da un determinato elettore, o con voto palese, in caso contrario. Solitamente si usa la seguente procedura: in un seggio elettorale vengono predisposte delle schede recanti le possibili scelte; l'elettore traccia una croce o altro segno adatto sul nome o sul simbolo scelto, quindi depone la scheda in un'urna. Nel caso di voto segreto, l'elettore vota in una cabina chiusa e ripiega la scheda prima di uscirne, in modo che nessuno possa vedere il suo voto. Al termine, tutte le schede vengono estratte dall'urna e vengono contati i voti espressi, per poi procedere alla proclamazione dell'eletto.
Nei paesi democratici, l'elezione è il metodo con cui i cittadini scelgono i propri rappresentanti negli organi del potere legislativo e, in alcuni casi, anche i titolari di organi del potere esecutivo e giudiziario, a livello nazionale o locale. Tali elezioni si svolgono con voto segreto, per garantire la libertà dei votanti, e secondo una disciplina procedurale che va sotto il nome di diritto elettorale.

## Tipologie
Le elezioni possono servire per designare cariche pubbliche o private. Esistono diverse tipologie di elezioni pubbliche:
- Elezioni presidenziali, per la carica di capo dello Stato;
- Elezioni parlamentari (o legislative o, in Italia, "politiche"), per l'elezione del parlamento;
- Elezioni amministrative, per l'elezione degli organi rappresentativi delle amministrazioni territoriali (in Italia, province, comuni e città metropolitane; impropriamente, vi sono talvolta ricomprese le elezioni regionali);
- Elezioni primarie, per stabilire in anticipo il candidato, in rappresentanza di un determinato partito o coalizione, alle venture elezioni politiche/amministrative.

A queste partecipano in genere tutti i cittadini della nazione o i residenti nell'ente territoriale in cui si vota. 
- Elezioni europee per il Parlamento Europeo.

Il metodo dell'elezione viene anche usato da molte organizzazioni private, dai club alle associazioni senza scopo di lucro, per scegliere i propri amministratori.
La scelta del candidato può essere diretta o indiretta. Nelle elezioni dirette i votanti si esprimono direttamente sui candidati. Un'elezione indiretta è un processo in cui i votanti non scelgono tra dei candidati a una carica, ma eleggono persone che poi eleggeranno in un secondo momento il titolare della carica.

## Contestazioni
In molte nazioni si è introdotto un sistema democratico ed elettivo per motivi di principio o di ideale, senza che vi sia una cultura democratica, l'effettiva possibilità di garantire libertà di scelta sul candidato, o meccanismi di salvaguardia del risultato. In questi casi è frequente la contestazione del risultato dell'elezione.
In caso di contestazioni sul risultato proclamato, gli Stati di diritto accordano un mezzo di ricorso giurisdizionale.

## Sistemi elettorali
Per le elezioni politiche e amministrative si utilizzano diversi sistemi elettorali, cioè metodi per scegliere i candidati eletti in base ai voti espressi:
- nel sistema maggioritario, il territorio in cui si vota viene suddiviso in collegi in ciascuno dei quali si elegge un solo candidato: spesso il candidato che ha ottenuto la maggioranza relativa, ossia almeno un voto in più di ciascuno degli altri, vince anche se non ha ottenuto la maggioranza semplice, tuttavia esistono anche casi in cui il candidato vince solo se ha ottenuto la maggioranza assoluta, ossia il 50% più uno dei voti. Spesso però, ciò non accade e si ricorre per questo a un turno di ballottaggio o a sistemi di voto in cui è possibile fornire più preferenze nell’ambito di una successiva redistribuzione dei voti.
- nel sistema proporzionale, si usano delle circoscrizioni più grandi o al limite una sola, in ciascuna delle quali si eleggono più candidati. In questo caso ogni partito o movimento politico presenta una propria lista di candidati, e da ciascuna lista viene eletto un numero di candidati in proporzione ai voti ottenuti. Il sistema proporzionale può essere con preferenze o con liste bloccate: nel primo caso l'elettore può anche indicare la propria preferenza per uno o più candidati all'interno di una lista, e vengono eletti i candidati che ottengono più preferenze (fermo restando il numero di eletti spettante a ciascuna lista). Nel secondo caso i candidati sono scelti secondo l'ordine in cui compaiono in lista.
- sono possibili anche sistemi misti, nei quali una parte dei candidati viene eletta con sistema proporzionale e una parte con sistema maggioritario.
- inoltre possono essere imposte delle quote di sbarramento (ovvero dei “limiti alla rappresentanza” che, se non superati, escludono tutti i candidati delle liste che non raggiungono tale numero predeterminato di voti, come ad esempio il “4% dei voti validi”) o dei premi di maggioranza (ovvero degli “incrementi” del numero di seggi spettanti a una lista o a una coalizione elettorale che abbia ottenuto uno specificato risultato elettorale, come ad esempio la maggioranza assoluta dei voti o, più semplicemente, il maggior numero di voti). Tali incrementi, di solito, si considerano rispetto al numero dei seggi che le sarebbero attribuiti tenendo conto della sola proporzione dei voti ottenuti. Tali premi, infine, si possono dividere in due tipi: quelli a quota variabile, con cui la lista o coalizione vincente ottiene un certo ammontare di seggi noto a priori, di norma superiore alla metà del totale, con i seggi residui attribuiti alle altre liste e coalizioni in proporzione ai voti da esse ottenuti, o a quota fissa, con cui alla lista o alla coalizione vincente è assegnato un certo ammontare di seggi noto a priori, usualmente inferiore alla metà di quelli da assegnare, con i seggi restanti, che generalmente costituiscono la parte preponderante del totale, ripartiti fra tutte le liste o coalizioni (inclusa quella vincente) in proporzione ai voti ottenuti.

La riforma elettorale è una modifica del sistema di voto, volta in genere a migliorarne l'efficacia e l'efficienza. La psefologia è lo studio dei risultati o di altre statistiche correlate alle elezioni (in particolare per la predizione dei risultati si ricorre spesso ai sondaggi prima del loro svolgimento o alle proiezioni subito dopo lo svolgimento ma prima che siano terminati gli scrutini).
Durante lo scrutinio delle schede, vale la regola generale di accettare tutte quelle in cui è identificabile la volontà dell'elettore, cioè una sua preferenza univoca. Nei sistemi elettorali che lo prevedono, tuttavia, sono ammesse anche più preferenze o una classificazione decrescente a partire dalla più gradita.
Questo principio viene poi bilanciato con quello di garantire la segretezza del voto, intesa anche come sua non-riconoscibilità ex-post tramite l'uso di penne o matite diverse da quelle fornite nel seggio o tramite l'apposizione di segni particolari: ciò allo scopo di impedire il voto di scambio e il controllo della clientela, da parte di singoli cittadini (o rappresentanti di lista) presenti allo scrutinio, che è pubblico e aperto a tutti.

### In Italia
Sulle carenze legislative esistenti, in Italia, in ordine alla disciplina delle elezioni e della competizione tra partiti politici, si è innestato l'effetto dell’introduzione del sistema elettorale maggioritario Mattarellum: a seguito di esso, si diffuse la convinzione che il voto degli elettori determinasse direttamente la scelta del presidente del consiglio e dell’esecutivo. Questo equivoco si è rafforzato nel 2006, quando alle elezioni politiche Forza Italia inserì nel proprio simbolo il nome del leader con l’indicazione: “Berlusconi presidente”.
Due anni dopo, alle elezioni del 2008, sia il Popolo della libertà sia il Partito Democratico continuarono ad alimentare questo equivoco, inserendo nei propri simboli elettorali il nome del leader (Silvio Berlusconi e Walter Veltroni). Anche l’Italicum del 2015 rafforzava questo equivoco: la legge prevedeva infatti che i partiti indicassero il nome del leader candidato a diventare presidente del consiglio. Ma la legge elettorale, che vuole andare incontro al desiderio dei cittadini di scegliere il capo del governo, non può cambiare la costituzione in vigore". Essa, all’articolo 92, fissa la posizione costituzionale di quest’ultimo che (pur se poi destinatario della fiducia parlamentare: articolo 94) è prima di tutto nominato dal Capo dello Stato.
Carenze sono state segnalate, a livello internazionale, anche sulla disciplina del contenzioso elettorale nazionale e sulla verifica dei poteri delle Camere: nel Rapporto 5 settembre 2008 della Missione di valutazione dell’OSCE/ODIHR si denuncia come criticità "la mancata previsione, nelle elezioni politiche italiane, della possibilità da parte dei candidati di presentare reclami su ogni aspetto delle operazioni elettorali a un tribunale competente. (...) Conseguentemente, l’OSCE/ODIHR, suggerisce che «la legge elettorale dovrebbe prevedere la possibilità di un appello a un tribunale per le decisioni prese dal Parlamento in merito ai risultati e ai reclami post-elettorali»".